# Theridion subradiatum
Theridion subradiatum är en spindelart som beskrevs av Simon 1901. Theridion subradiatum ingår i släktet Theridion och familjen klotspindlar. Inga underarter finns listade i Catalogue of Life.